# مورتال كومبات تريلجي
مورتال كومبات تريلوجي (بالإنجليزية: Mortal Kombat Trilogy) ، أي ثلاثية مورتال كومبات، أنتجت اللعبة من قبل شركة ميدواي للألعاب سنة 1996م كتحديث للعبة التيمت مورتال كومبات 3، وتشمل كل الشخصيات في هذه اللعبة وخاصة الملك شاو كان، وقد جمعت من جميع أجزاء الألعاب السابقة كمورتال كومبات الأجزاء الثلاث السابقة والتي كانت تحتكرها شركة سيغا، وتعتبر لدى عشاق اللعبة هي الأقوى حتى الآن. اختلفت الآراء حول اللعبة وكان النقد الأقوى موجه لنسخة نينتندو 64 والتي لم تشمل كل المحتوى من نسخ المنصات الأخرى بسبب مساحة التخزين المحدودة للخرطوشة.
تتميز اللعبة بنفس أسلوب اللعب وقصة مورتال كومبات 3 ولكن تم إضافة شخصيات ومراحل من الألعاب الثلاثة مورتال كومبات 1 ومورتال كومبات 2 ومورتال كومبات 3 بالإضافة إلى التيمت مورتال كومبات 3. تم إضافة عداد «أغريسور» (لغة إنجليزية Aggressor) بمعنى «معتدي»، وهو عداد يتم ملؤه أثناء المباراة ويجعل شخصية اللاعب أسرع وأقوى لفترة محدودة.

## شخصيات
تنوعت الشخصيات من الأجزاء السابقة والقوية، ومن ضمنها: رايدن وشاو كان وشانغ تسونغ وغيرهم.
كما تتوفر وتعمل اللعبة في جميع الأنظمة الإلكترونية، كأنظمة سيغا وبلاي ستيشن وويندوز للألعاب وغيرهم.
بالإضافة إلى الشخصيات من التيمت مورتال كومبات 3، تم إضافة رايدن و باراكا كما ظهرا في مورتال كومبات 2، كما تم إضافة حركة خاصة واحدة جديدة لكلايهما. كما تم إضافة شخصية جوني كايج بدون إضافة أي حركات قتالية جديدة له. تم إضافة شخصيات غورو و كينتارو و موتارو وشاو كان كشخصيات قابلة للعب بدون إدخال شفرات (ماعدا نسخة نينتندو 64 والتي تسمح فقط باللعب بشخصيتي موتارو وشاو كان فقط ويجب إدخال شفرة لتفعيلهما في قائمة الشفرات).
تم إضافة شخصيتين سريتين أيضاً للعبة حسب النسخة وهما كاميليون (بالإنجليزية Chameleon) والذي يتغير لونه ليشمل جميع شخصيات النينجا في اللعبة (ساب-زيرو وسكوربيون و نووب سايبوت و هيومان سموك و راين و ريبتايل و إرماك) أثناء المباراة. هو مشابه لشخصية ريبتايل في لعبة مورتال كومبات 1 لكنه يغير لونه أيضاً. يمكن اللعب بالشخصية بشفرة يتم إدخالها. أما الشخصية الثانية والخاصة بنسخة نينتندو 64 فقط اسمها كاميليون (بالإنجليزية Khameleon) وهي النسخة الأنثوية لون زيها رمادي وتشمل جميع شخصيات النينجا الإناث في اللعبة بدلاً من الذكور.

## وصلات خارجية
- مورتال كومبات تريلجي على موبي غيمز
- Mortal Kombat Trilogy on Mortal Kombat Online
- مورتال كومبات آركيد كولكشن